# Иван Чакмаков
Иван Бонев Чакмаков е български католически униатски свещеник и революционер, деец на Вътрешната македоно-одринска революционна организация.

## Биография
Иван Чакмаков е роден на 15 август 1866 година в Кукуш, тогава в Османската империя, днес Килкис, Гърция. Завършва класическа гимназия, а след това в 1888 година висша Духовна академия в Рим. Става свещеник и служи в униатската църква на село Покрован „Свети Василий“ и в църквата в Цариград „Пресвета Богородица“, както и в софийската католическа катедрала „Успение Богородично“. Става революционер и се включва в редиците на ВМОРО. Осъден е на 101 години заточение, но поради застъпничеството на католическия владика Михаил Петков и на австроунгарския консул в Одрин, присъдата му е отменена. По време на прогонването на българските бежанци след Междусъюзническата война в 1913 година, Чакамаков ги опазва по пътя, ескортирайки ги и спасявайки ги от избиване.